# Ursberg
Ursberg är en kommun och ort i Landkreis Günzburg i Regierungsbezirk Schwaben i förbundslandet Bayern i Tyskland.